# Łazaryszki (Litwa)
Łazaryszki (lit. Lozoriškės) − wieś na Litwie, w rejonie wileńskim, 6 km na zachód od Bujwidzów, zamieszkana przez 6 ludzi. Przed II wojną światową w Polsce, w powiecie wileńsko-trockim województwa wileńskiego.